# 布萊恩·羅德里奎茲
布萊恩·羅德里奎茲（英語：Bryan Rodriguez，1991年7月6日—） ，為多明尼加的棒球選手之一，目前效力於日本職棒北海道日本火腿鬥士隊，守備位置為投手。

## 生平
2010年，和聖地牙哥教士隊簽約，正式開啟職棒生涯，2012年首度在小聯盟出賽，2015年，升上3A，但只出賽3場比賽，1勝2敗，防禦率9.75。
2016年，整年在3A和2A之間升降，該年小聯盟出賽26場比賽，7勝13敗，防禦率4.46。
2017年12月8日，北海道日本火腿鬥士隊宣布與其簽約，並在2018年球季擔任開幕戰先發投手，成為火腿隊史繼2005年的Carlos Mirabal之後第二位擔任開幕戰先發投手的外籍球員，也是日本職棒繼1987年阪神虎隊的Matt Keough、2000年大阪近鐵猛牛隊Bob Wolcott之後第三位加盟日職首年就擔任開幕戰先發投手的外籍球員；不過他在開幕賽對戰埼玉西武獅隊，只投了三局失掉8分，成為敗戰投手。
2019年，季中改為後援投手，並拿下8個中繼成功及1次救援成功，防禦率3.25。
2020年，因為左膝開刀，所以到了球季後半的10月20日才在一軍出賽，登板的7場比賽中也拿下了3個中繼成功，因此獲得續約。
2021年，因為有同姓氏的Ronny Rodriguez加入球隊，因此球衣背後改用「B.Rodriguez」表示，以區別兩人，季中也代班終結者的位置，拿下3個救援成功，該年出賽47場比賽也是生涯最多。
2022年，在7月19日確診COVID-19，直到8月9日才回歸一軍。

## 職棒生涯成績
| 年度 | 球隊               | 出賽 | 先發 | 勝投 | 敗投 | 中繼 | 救援 | 完投 | 完封 | 三振 | 四死 | 責失 | 投球局數 | 自責分率 | 被上壘率 |
| ---- | ------------------ | ---- | ---- | ---- | ---- | ---- | ---- | ---- | ---- | ---- | ---- | ---- | -------- | -------- | -------- |
| 2018 | 北海道日本火腿鬥士 | 9    | 7    | 3    | 2    | 0    | 0    | 0    | 0    | 23   | 12   | 22   | 37.2     | 5.26     | 1.41     |
| 2019 | 北海道日本火腿鬥士 | 34   | 10   | 6    | 7    | 8    | 1    | 0    | 0    | 55   | 27   | 33   | 91.1     | 3.25     | 1.27     |
| 2020 | 北海道日本火腿鬥士 | 7    | 0    | 0    | 0    | 3    | 0    | 0    | 0    | 9    | 3    | 2    | 8.0      | 2.25     | 1.25     |
| 2021 | 北海道日本火腿鬥士 | 47   | 0    | 0    | 2    | 24   | 3    | 0    | 0    | 34   | 20   | 14   | 46.0     | 2.74     | 1.30     |
| 2022 | 北海道日本火腿鬥士 | 22   | 0    | 3    | 2    | 8    | 0    | 0    | 0    | 13   | 3    | 4    | 16.1     | 2.20     | 1.04     |
| 2023 | 北海道日本火腿鬥士 | 37   | 1    | 1    | 7    | 12   | 0    | 0    | 0    | 20   | 20   | 20   | 35.1     | 5.09     | 1.75     |
| 2024 | 北海道日本火腿鬥士 | －   | －   | －   | －   | －   | －   | －   | －   | －   | －   | －   | －       | －       | －       |
| 合計 | 7年                | 156  | 18   | 13   | 20   | 55   | 4    | 0    | 0    | 154  | 85   | 95   | 234.2    | 3.64     | 1.36     |

## 外部連結
- 布萊恩·羅德里奎在美國職棒官網（英语）
- 布萊恩·羅德里奎在日本職棒官網（英语）
- 布萊恩·羅德里奎在Baseball-Reference.com（小聯盟以及海外聯盟）（英语）
- 布萊恩·羅德里奎在ESPN（MLB）（英语）
- 布萊恩·羅德里奎在The Baseball Cube（英语）